# Chigoziem Okonkwo
Chigoziem Charlton Okonkwo, detto Chig (Powder Springs, 8 settembre 1999), è un giocatore di football americano statunitense che milita nel ruolo di tight end per i Tennessee Titans della National Football League (NFL).

## Carriera

### Tennessee Titans
Okonkwo al college giocò a football a Maryland. Fu scelto nel corso del quarto giro (143º assoluto) nel Draft NFL 2022 dai Tennessee Titans. Debuttò come professionista nel primo turno contro i New York Giants. Nella settimana 4, contro gli Indianapolis Colts, segnò il suo primo touchdown su un passaggio da 8 yard di Ryan Tannehill. La sua prima stagione si chiuse disputando tutte le 17 partite, di cui 8 come titolare, con 32 ricezioni per 450 yard e 3 marcature, venendo inserito nella formazione ideale dei rookie dalla Pro Football Writers of America.

## Palmarès
- PFWA All-Rookie Team - 2022